# Iodes philippinensis
Iodes philippinensis är en tvåhjärtbladig växtart som beskrevs av Elmer Drew Merrill. Iodes philippinensis ingår i släktet Iodes och familjen Icacinaceae. Inga underarter finns listade i Catalogue of Life.